# 그러먼 F9F 팬서
그러먼 F9F 팬서(Grumman F9F Panther)는 미국의 항공기 제조사인 그러먼이 설계하고 생산한 초기 함재 제트 전투기이다. 이 기종은 미국 해군에서 공대공 전투를 벌인 최초의 제트 동력 전투기였으며, 그러먼의 첫 제트 전투기이기도 하다.
팬서의 개발은 최근 제트 엔진의 혁신을 활용하기 위해 제2차 세계 대전 말기에 시작되었다. 그러먼은 단일 엔진의 직선 날개 주간 전투기를 설계했으며, 이 기종은 4문의 20 mm (0.79 in) 기관포를 장착하고 다양한 공대지 탄약을 운반할 수 있었다. 생산된 항공기는 일반적으로 단일 앨리슨 J33 또는 프랫 & 휘트니 J48-P-2 터보제트 엔진으로 구동되었다. 1947년 11월 21일, 시제품은 수입된 롤스로이스 닌 엔진을 장착하고 처녀 비행을 수행했다. 1949년 9월, F9F는 항공모함에서의 비행이 승인되었다.
팬서는 6.25 전쟁에서 미 해군과 미국 해병대에 의해 광범위하게 사용되었다. 1950년 7월 3일, F9F-3가 프로펠러 동력 Yak-9를 격추하여 미 해군의 첫 공중 승리를 기록했다. 한국 전역에서 팬서 조종사들은 총 7대의 미코얀-구레비치 MiG-15를 격추했다고 주장했다. 1956년, 이 기종은 최전선 전투 서비스에서 철수되었지만, 1958년까지 훈련 및 미 해군 예비역 및 미 해병대 예비역 부대와 같은 보조 역할에 남아 있었다. 팬서는 또한 블루 엔젤스 곡예비행 시범 팀이 사용한 최초의 제트기로, 1949년부터 1954년 말까지 이 용도로 비행했다. 미래의 우주비행사 닐 암스트롱과 존 글렌은 모두 6.25 전쟁 동안 F9F를 광범위하게 비행했다.
오스트레일리아는 1940년대 후반 팬서에 관심을 보였지만, 결국 글로스터 미티어 F.8과 CAC 세이버를 선택했다. 이 항공기의 유일한 수출 고객은 아르헨티나였으며, 이곳에서 아르헨티나 해군 항공에서 운용된 최초의 제트기가 되었다. 이 기종은 주로 지상에서 운용되었는데, 항공모함 캐터펄트인 ARA 인데펜덴시아의 힘이 F9F를 쉽게 이륙시키기에 부족했기 때문이다. 여러 팬서가 1963년 아르헨티나 해군 반란에 참여하여 반란을 진압하기 위해 파견된 아르헨티나 육군 부대에 발포했다. 1969년, 부품 부족으로 인해 아르헨티나 서비스에서 철수되었다.
그러먼은 미 해군의 관심에 따라 F9F 설계를 발전시켜 후퇴익 Grumman F-9 Cougar를 생산했다.

## 설계 및 개발

### 배경

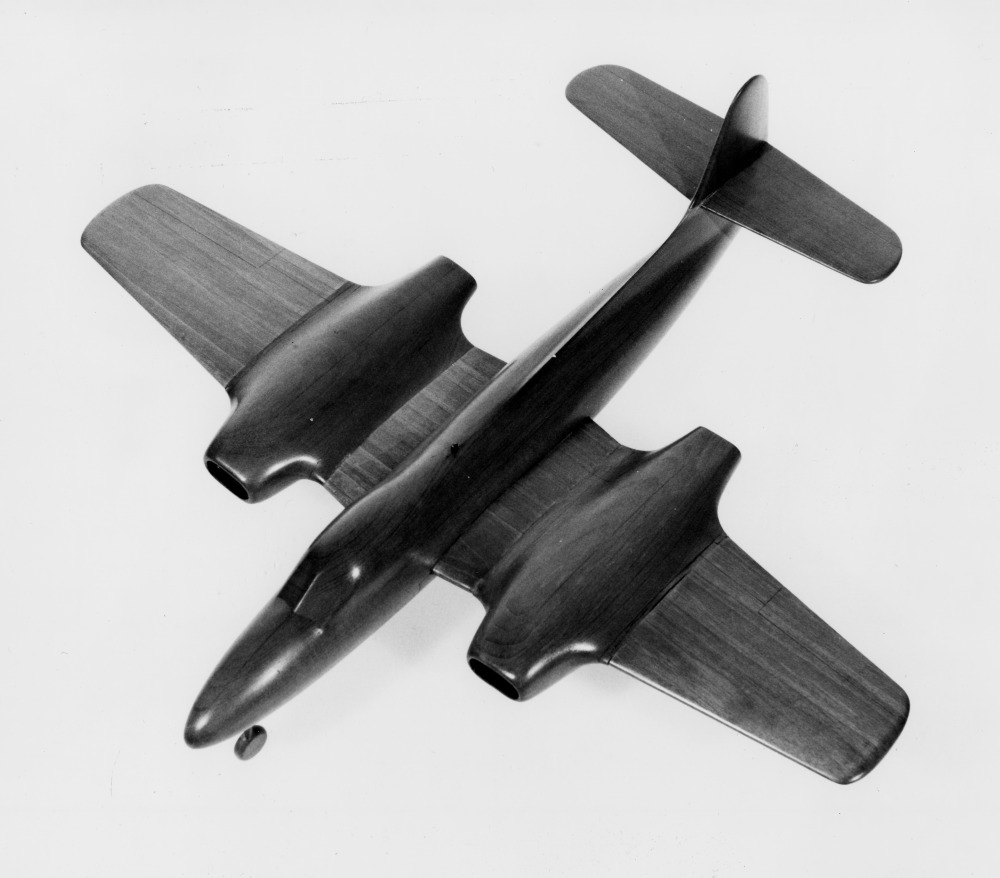
G-75 (XF9F-1)의 제조사 모델

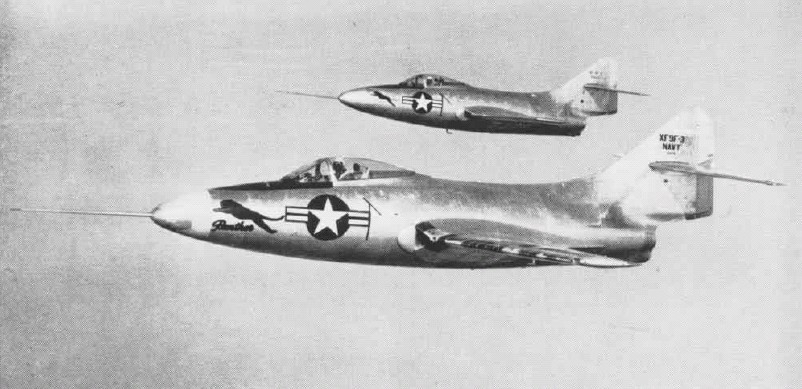
1948년 XF9F-2 및 XF9F-3 시제품

팬서의 기원은 제2차 세계 대전이 끝날 무렵 그러먼이 수행한 제트 동력 전투기 개발 연구로 거슬러 올라간다. 이 회사는 새로 등장한 실용적인 제트 엔진을 새로운 항공기 설계에 통합하여 활용하고자 했다. G-75라는 내부 명칭을 가진 이 설계는 미국 해군이 항공모함에 장착할 제트 동력 야간 전투기를 찾기 위해 개최한 경쟁에 제출되었다. 그러나 1946년 4월 3일, 경쟁 기종인 4개의 웨스팅하우스 J30 터보제트로 구동되는 2인승 항공기인 Douglas F3D Skyknight가 선정되었다고 발표되었다. 1946년 4월 11일, 해군 항공국 (BuAer)은 스카이나이트 개발에 심각한 문제가 발생할 경우를 대비하여 그러먼에게 G-75 시제품 2대를 생산하는 개발 계약을 발행했으며, 이들은 해군 명칭 XF9F-1을 부여받았다.
얼마 지나지 않아 그러먼은 G-75가 성능이나 성장 잠재력이 거의 없다는 것을 깨달았다. 이 회사는 이미 완전히 다른 단일 엔진 주간 전투기인 G-79에 대한 작업을 시작했다. 관료적인 조치로 BuAer는 G-75 계약을 취소하지 않고, 대신 문구를 변경하여 완전히 다른 G-79 시제품 3대를 포함하도록 했다. 이 설계가 바로 팬서가 되었다.
당시 사용 가능한 몇 안 되는 미국 엔진, 예를 들어 앨리슨 J33과 웨스팅하우스 J34는 충분히 신뢰할 수 있다고 간주되지 않았다. 따라서 해군은 더 강력하고 5,000 lbf (22 kN)의 추력을 가진 수입된 롤스로이스 닌 터보제트를 지정했다. 생산 항공기 또한 프랫 & 휘트니가 J42로 라이선스 생산한 닌 엔진으로 구동될 예정이었다. 날개와 동체 내부에 많은 연료를 소모하는 제트 엔진에 충분한 연료를 공급할 공간이 부족했기 때문에, 설계 팀은 영구적으로 장착되는 윙팁 연료 탱크를 추가하기로 결정했으며, 이는 전투기의 롤 속도를 향상시키는 부수적인 이점이 있었다. 날개는 착륙 시 추가 양력을 생성하는 앞전 플랩 형태의 또 다른 혁신을 특징으로 했다. 에어 브레이크도 동체 하단에 있었다.

### 비행 시험
1947년 11월 21일, 시제품 팬서는 테스트 파일럿 코키 마이어가 조종하여 처녀 비행을 수행했다. 불과 5일 후에 두 번째 시제품이 뒤를 이었다. 방향 및 종방향 안정성과 관련된 초기 문제가 발생했지만, 신속하게 해결되었다. 한 초기 육상 기반 어레스팅 기어 테스트 중에 항공기의 분리 가능한 후방 부분이 의도치 않게 분리되었다. 향후 반복을 피하기 위해 수정 조치가 취해졌다.
1949년 5월, 항공모함 적합성 시험이 시작되었다. 1949년 9월, F9F는 항공모함에서의 비행이 승인되었다. 개발 단계에서 그러먼은 팬서의 엔진을 롤스로이스 RB.44 테이의 라이선스 생산 버전인 프랫 & 휘트니 J48-P-2로 변경하기로 결정했다. 테스트된 다른 엔진은 앨리슨 J33-A-16이었다. 무장은 4문의 20mm 기관포였는데, 해군은 이미 이 구경으로 전환했다 (반면 USAAF/USAF는 .50 구경 M2/M3 기관포를 계속 사용했다). 또한, 팬서는 곧 날개 아래 공대지 로켓과 최대 2,000 lb (910 kg)의 폭탄으로 무장되었다.

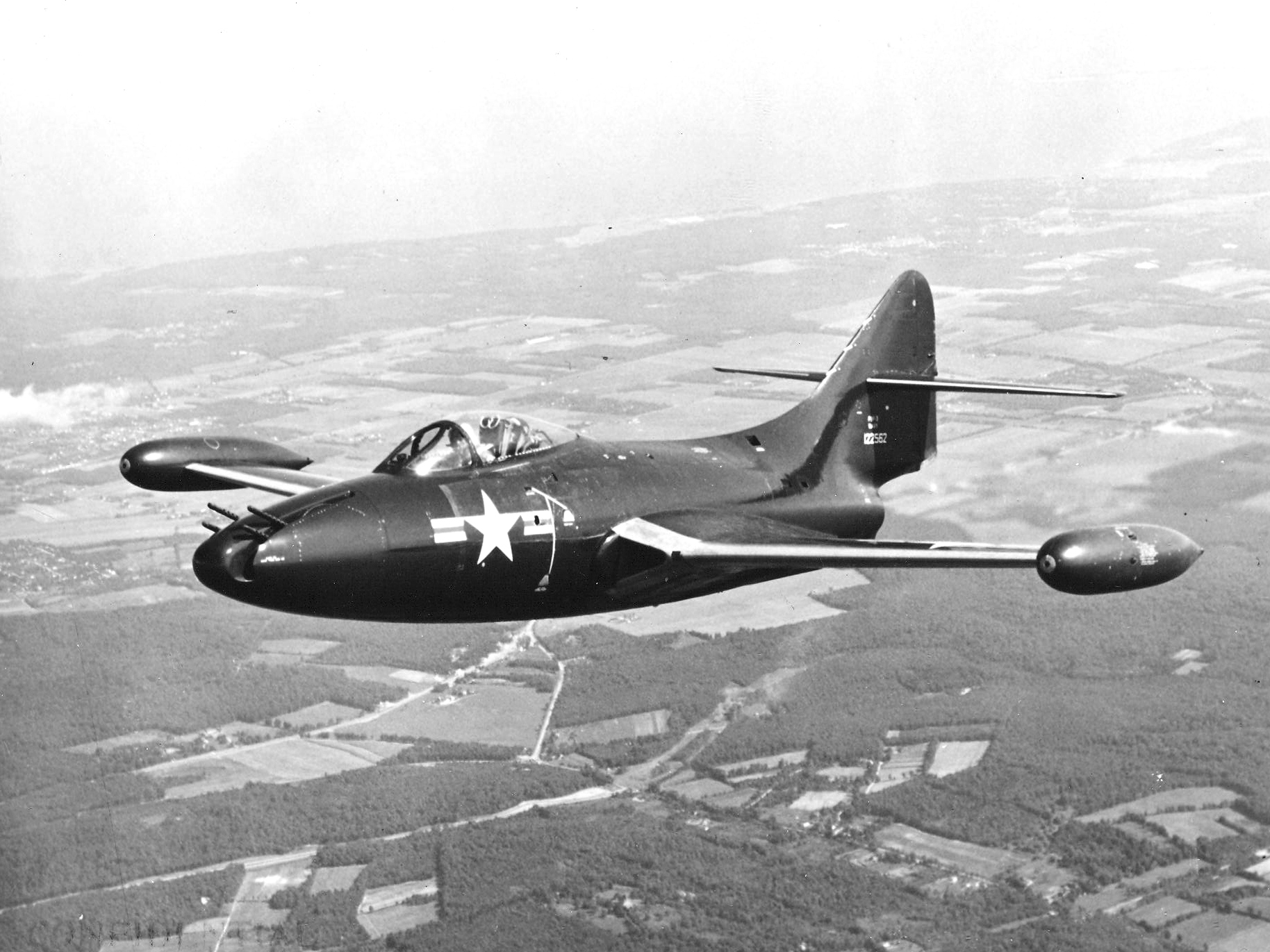
1950년 4문의 12.7mm 기관총을 장착한 실험용 에머슨 터릿을 장착한 F9F-3 팬서

1946년부터 점점 인기를 얻고 있는 후퇴익을 활용하는 항공기 개발에 대한 관심이 커졌고, 팬서가 한국 상공에서 MiG 상대방에 비해 열등하다는 우려에 따라 그러먼은 디자인 93으로 알려진 전환 프로젝트 작업을 시작했다. 이 노력으로 후퇴익 파생형인 F9F 쿠거가 탄생했으며, 이는 팬서의 명칭 번호를 유지했다. 팬서에 대한 후기 개발 작업은 엔진 개선, 연료 용량 확장, 대체 탄약 사용에 주로 중점을 두면서 계속되었다.
1949년, 팬서는 오스트레일리아 정부에 의해 당시 오스트레일리아 왕립 공군 (RAAF)이 운용하던 머스탱 Mk 23 및 더 해빌런드 뱀파이어의 현지 생산 대체 기종으로 고려되었다. 처음에 고려된 다른 설계는 호주 설계인 CAC CA-23 (비전통적인 트윈 제트 전천후 전투기)와 Hawker P.1081이었다. 그러나 1950년 중반이 되자 RAAF 머스탱은 한국에서 작전 중이었고, MiG-15에 매우 취약한 것으로 보였다. 1951년 7월부터 RAAF가 한국에서 운용한 글로스터 미티어 F.8은 즉시 사용 가능한 임시방편이었다. (MiG에 대한 만족스럽지 못한 성능을 보인 후, 미티어는 1954년부터 CAC 세이버로 교체되었다. CAC 세이버는 F-86의 호주 생산, 엔진 강화 파생형이었다.)

## 운용 역사

### 미 해군

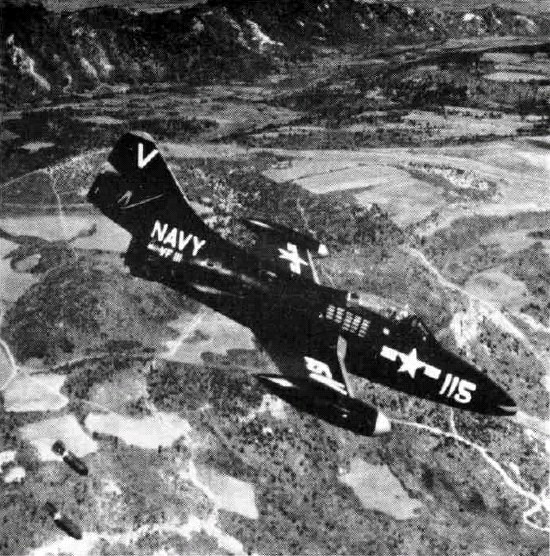
1951/52년 한국에서 폭탄을 투하하는 VF-111 소속 F9F-2

팬서는 6.25 전쟁 동안 미 해군과 미 해병대 모두의 주력 제트 전투기이자 지상 공격기였다. 이 기종은 전쟁에서 가장 널리 사용된 해군 제트 전투기로, 총 78,000회 출격했다. F9F-2, F9F-3, F9F-5는 강력한 공격기로서, 자주 강렬한 대공포 사격에 직면했음에도 불구하고 작전을 지속할 수 있었다. 조종사들은 또한 피스톤 동력 항공기의 습한 환경에서 반가운 변화를 가져다 준 에어컨 조종석을 높이 평가했다.
1950년 7월 3일, VF-51 소속 레너드 H. 플로그 (Leonard H. Plog) 소위는 F9F-3를 조종하여 프로펠러 동력 Yak-9를 격추하며 전쟁에서 미 해군의 첫 공중 승리를 기록했다.
상대적으로 낮은 속도에도 불구하고, 팬서 조종사들은 2대의 F9F를 잃으면서도 7대의 MiG-15를 격추했다고 주장했다. 첫 MiG-15는 1950년 11월 9일, 신의주시 압록강 하구 근처 다리에 대한 유엔군 공격 중 VF-111 소속 윌리엄 (빌) 아멘 (William (Bill) Amen) 소령이 F9F-2B를 조종하여 격추했다. 1950년 11월 18일에는 2대의 MiG-15가 더 격추되었다.
1952년 11월 18일, 미국 항공모함 USS 오리스카니와 다른 3대의 항공모함이 동해에서 북한의 회령시에 대한 공습을 수행하고 있었다. 이 그룹은 북한과 중국 국경 근처에서 전투 초계 비행을 위해 4대의 F9F를 발진시켰다. 그룹의 리더는 기계적 문제를 겪고 그의 편대기와 함께 항공모함으로 돌아왔다. USS 오리스카니에서 이륙한 VF-781 소속 로이스 윌리엄스 중위와 그의 편대기는 임무를 계속했다. 그들은 러시아 본토에서 작전 그룹을 향해 오는 7대의 소련 해군 항공 MiG를 식별했다. 따라서 해군 사령관은 두 대의 F9F에게 MiG와 항공모함 그룹 사이에 위치하도록 명령했다.
이 기동 중에 비록 국가들이 전쟁 중이 아니었음에도 불구하고 4대의 소련 MiG-15가 발포했다. 윌리엄스는 후미 MiG에 발포했고, MiG는 편대에서 이탈했으며, 윌리엄스의 편대기가 뒤를 따랐다. 이어서 윌리엄스와 6대의 MiG-15 사이에 35분간의 공중전이 벌어졌다. MiG-15는 더 성능이 뛰어난 기종이었지만, 윌리엄스는 그럼에도 불구하고 3대를 더 격추하는 데 성공했다. 그는 이를 양측 모두 훈련받은 대로 행동했지만, 소련 조종사들이 실수를 저질렀기 때문이라고 설명했다. 항공모함으로 돌아오는 동안 윌리엄스는 탄약이 떨어졌지만, 여전히 한 대의 MiG가 그의 후미에 있었다. MiG의 후미에 그의 편대기가 다시 나타나자 MiG는 겁을 먹고 도망쳤다. 그때쯤 윌리엄스의 비행기는 너무 심하게 손상되어 더 이상 옆으로 돌릴 수 없었다. 따라서 오리스카니는 비행기와 정렬되어 착륙할 수 있었다. 착륙 후, 그의 팬서는 포탄 또는 파편에 의해 263발의 피격 흔적이 발견되었고, 수리 불가능하여 폐기되었다.
이 교전은 두 가지 이유로 잘 알려져 있지 않다. 미국은 이 사건의 공개가 소련과의 긴장을 고조시킬 수 있다고 우려했다. 또 다른 이유는 당시 최고 기밀이었던 미국 국가안보국 (NSA)이 임무 계획에 관여했기 때문이다. MiG는 NSA가 제공한 정보의 결과로 요격되었다. 격추된 4대의 MiG는 소련 해군 항공 조종사들이 조종했다. 40년 후 러시아 소식통은 윌리엄스의 주장을 확인하며, 사망한 조종사들이 벨랴코프 (Belyakov) 대위와 반달로프 (Vandalov) 대위, 그리고 파홈킨 (Pakhomkin) 중위와 타르시노프 (Tarshinov) 중위였다고 밝혔다.
분쟁이 진행됨에 따라, 팬서는 주로 지상 공격 임무를 맡게 되었다. 적대적인 대공 장비에 대한 공격이 흔히 수행되었다. 이는 위험한 임무 유형으로, 수많은 팬서가 자신들이 무력화하려던 지상 포대에서 발사된 포화에 손상되거나 심지어 손실되었다. 더욱이, 북한군에 더 유능한 대공 장비가 공급됨에 따라 이러한 시스템이 제기하는 위험은 시간이 지남에 따라 증가했다. 팬서는 또한 한국 상공에서 정기적으로 항공정찰 임무를 수행했다. 1952년부터, 팬서는 해당 전역에서 더 새로운 쿠거 파생형으로 보충되기 시작했다.
미래의 우주비행사 닐 암스트롱은 한국 분쟁 동안 F9F를 광범위하게 조종했다. 비록 그는 1951년 계곡에 설치된 전선에 의해 격추된 후 항공기에서 탈출했지만 말이다. 미래의 우주비행사 존 글렌과 보스턴 레드삭스의 올스타 야구 선수 테드 윌리엄스 또한 해병대 조종사로서 F9F를 조종했다.
1956년, 팬서는 최전선 전투 서비스에서 퇴역했는데, 이는 후퇴익 쿠거 파생형을 포함한 새로운 전투기들이 그 자리를 대신했기 때문이다. 그러나 이 기종은 훈련 및 미 해군 항공 예비역 및 미 해병대 항공 예비역 부대와 같은 보조 역할로 1958년까지 활성화되어 있었다. 해군 블루 엔젤스 비행 시범 팀은 1951년부터 4년 동안 팬서를 사용했다. 팬서는 블루 엔젤스의 첫 제트기였다. 일부 팬서는 1960년대까지 소수로 계속 운용되었다. 1962년 9월부터, 살아남은 운용 가능한 팬서들은 새로운 통합 미군 3군 명칭 체계 내에서 F-9로 지정되었다.

### 아르헨티나 해군

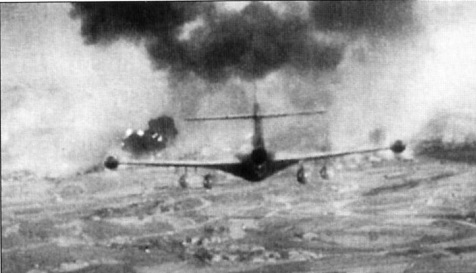
1963년 아르헨티나 해군 반란 중 육군 부대를 공격하는 아르헨티나 팬서

팬서의 유일한 해외 구매자는 아르헨티나 해군 항공이었는데, 1957년에 전 미 해군 F9F-2B 항공기 28대를 구매했다. 첫 10대는 1958년에 도착했다. 나머지 항공기는 예비 부품으로 사용되었기 때문에 24대만이 운용되었다. 아르헨티나 팬서의 첫 비행은 1958년 12월이었고, 마지막 항공기는 1961년 1월에 취역했다.
당시 유일했던 아르헨티나 항공모함인 ARA 인데펜덴시아의 캐터펄트가 F9F를 이륙시키기에 충분히 강력하지 않았기 때문에, 항공기들은 지상 기지에서 운용되었다. 그러나 1963년 7월, 팬서 (일련번호 0453/3-A-119)가 시험의 일환으로 인데펜덴시아에 착륙했는데, 이는 아르헨티나 항공모함에 착륙한 최초의 제트기였다. 당시에는 캐터펄트 발사가 아니었고, 배가 항구로 돌아왔을 때 크레인으로 하역되었다.
아르헨티나 해군 F9F-2 팬서들은 1963년 아르헨티나 해군 반란 동안 전투에 참여했다. 여러 반군 통제 항공기들이 반란이 일어난 푼타 인디오 해군 항공 기지로 진격하던 육군 제8전차연대 전차 대열에 폭탄 투하와 기총 소사를 가했다. 이 공격으로 여러 M4 셔먼 전차가 파괴되었고, 한 대의 F9F 팬서가 격추되었다.
아르헨티나 팬서들은 1965년 아르헨티나-칠레 국경 분쟁 동안 일반 동원에 참여했지만, 전투는 발생하지 않았다. 이 기종은 부품 부족으로 1969년에 퇴역했으며, 더글러스 A-4Q 스카이호크로 대체되었다.
아르헨티나 해군은 F-9 쿠거 훈련기 버전도 운용했다.

## 변형

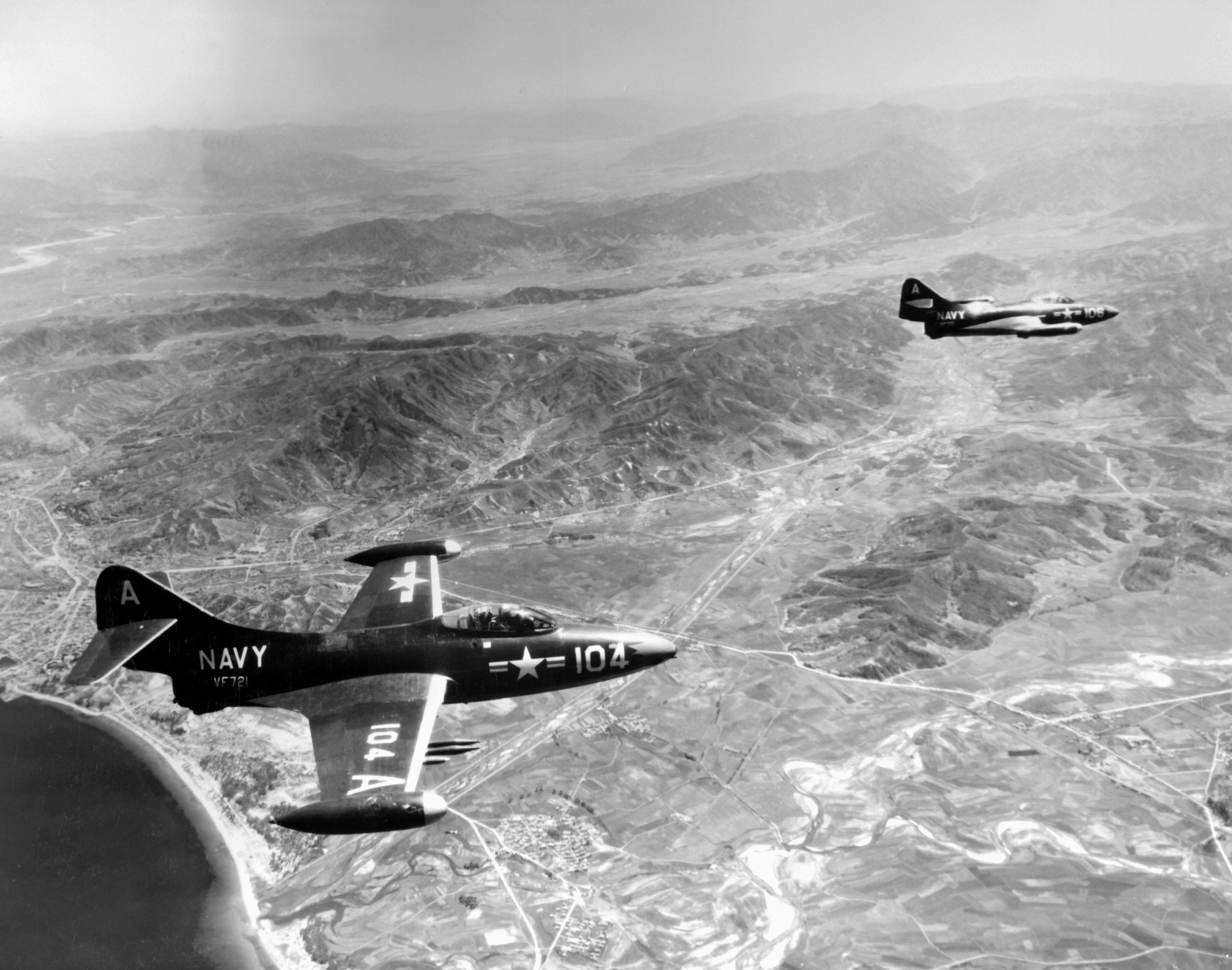
한국 상공에서 비행하는 VF-721 소속 F9F-2B 두 대.

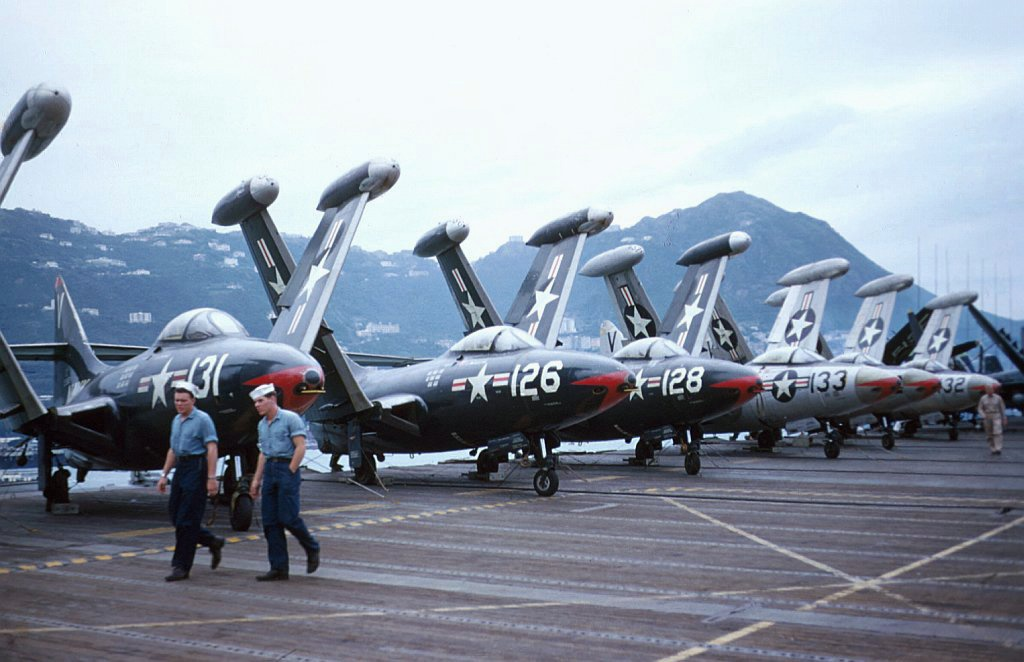
1953년 에 있는 VF-111 소속 F9F-5.

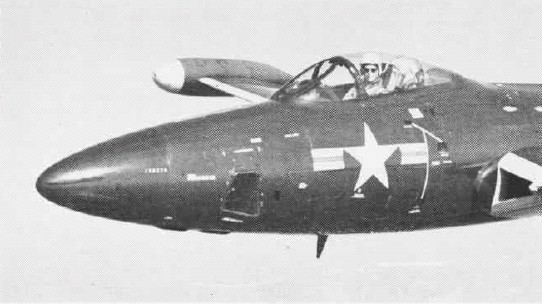
F9F-5P 정찰기

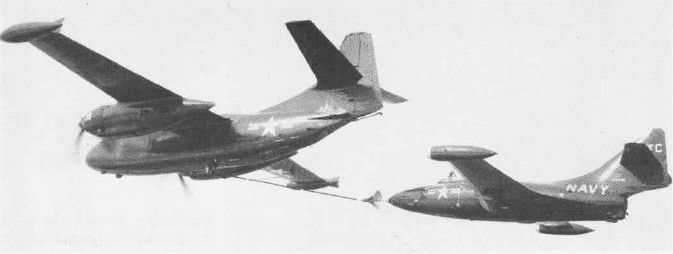
1953년 공중 급유 시험 중인 NATC 소속 F9F 및 AJ 새비지

XF9F-2
시제품, 2대 제작
F9F-2
초기 생산 버전, 프랫 & 휘트니 J42 엔진 장착, 567대 제작.
F9F-2B
폭탄 및 로켓용 날개 아래 랙이 장착된 버전. 모든 F9F-2가 이 표준으로 업그레이드되면서 B 명칭은 삭제되었다.
F9F-2P
한국에서 사용된 비무장 사진 정찰 버전, 36대 제작.
XF9F-3
F9F-3의 시제품, 1대 제작.
F9F-3
J42의 실패에 대비하여 생산된 앨리슨 J33 동력 버전으로, 나중에 모두 J42로 전환됨. 1962년에 F-9B로 재지정, 54대 제작.
XF9F-4
F9F-4 개발에 사용된 시제품, 2대 제작.
F9F-4
더 많은 연료를 싣기 위해 동체가 길어지고 J33 엔진을 장착한 버전. 대부분 프랫 & 휘트니 J48로 재엔진화됨. F9F-4는 엔진 압축기 단계에서 추출된 가압 블리드 에어를 슬롯 플랩 표면에 불어넣어 제어면에서 더 높은 공기 속도를 시뮬레이션함으로써 이착륙 시 실속 속도를 이륙 시 9 kn (17 km/h), 착륙 시 동력 접근 시 7 kn (13 km/h) 감소시키는 데 성공한 최초의 항공기였음. 1962년에 F-9C로 재지정, 109대 주문, 모두 F9F-5로 완성.
F9F-5
F9F-4의 변형이지만 프랫 & 휘트니 J48 엔진 장착, 616대 제작. 1962년에 F-9D로 재지정.
F9F-5P
더 긴 노즈를 가진 비무장 사진 정찰 버전. 1962년에 RF-9D로 재지정, 36대 제작.
F9F-5K
F9F 팬서가 작전 서비스에서 철수된 후, 여러 F9F-5가 무인 표적 드론 항공기로 전환됨. 1962년에 QF-9D로 재지정.
F9F-5KD
F9F-5K 드론을 위한 무선 조종 드론 지휘기 전환. 1962년에 DF-9E로 재지정.

## 운용국
아르헨티나
- 아르헨티나 해군 - 아르헨티나 해군 항공

 미국
- 미국 해군
- 미국 해병대

## 현존하는 항공기

### 아르헨티나
전시
F9F-2B
- 0421/3-A-106 (아르헨티나 해군) - 아르헨티나 바이아블랑카의 푸에르토 벨그라노 해군 기지 (Base Naval Puerto Belgrano - BNPB) 정문 수호대.[35]
- 0425/3-A-113 (아르헨티나 해군) - 아르헨티나 바이아블랑카의 아르헨티나 해군 항공 박물관 (es:Museo de la Aviación Naval Argentina - MUAN)에서 복원 중.[35]
- 0452/3-A-111 (아르헨티나 해군) - 아르헨티나 라플라타 근처의 푼타 인디오 해군 항공 기지 (Base Aeronaval Punta Indio - BAPI) 정문 수호대.[35]
- 0453/3-A-118 (아르헨티나 해군) - 아르헨티나 부에노스아이레스주 티그레의 국립 해군 박물관 (es:Museo Naval de la Nación)에 전시.[35]

### 미국
비행 가능
F9F-2B

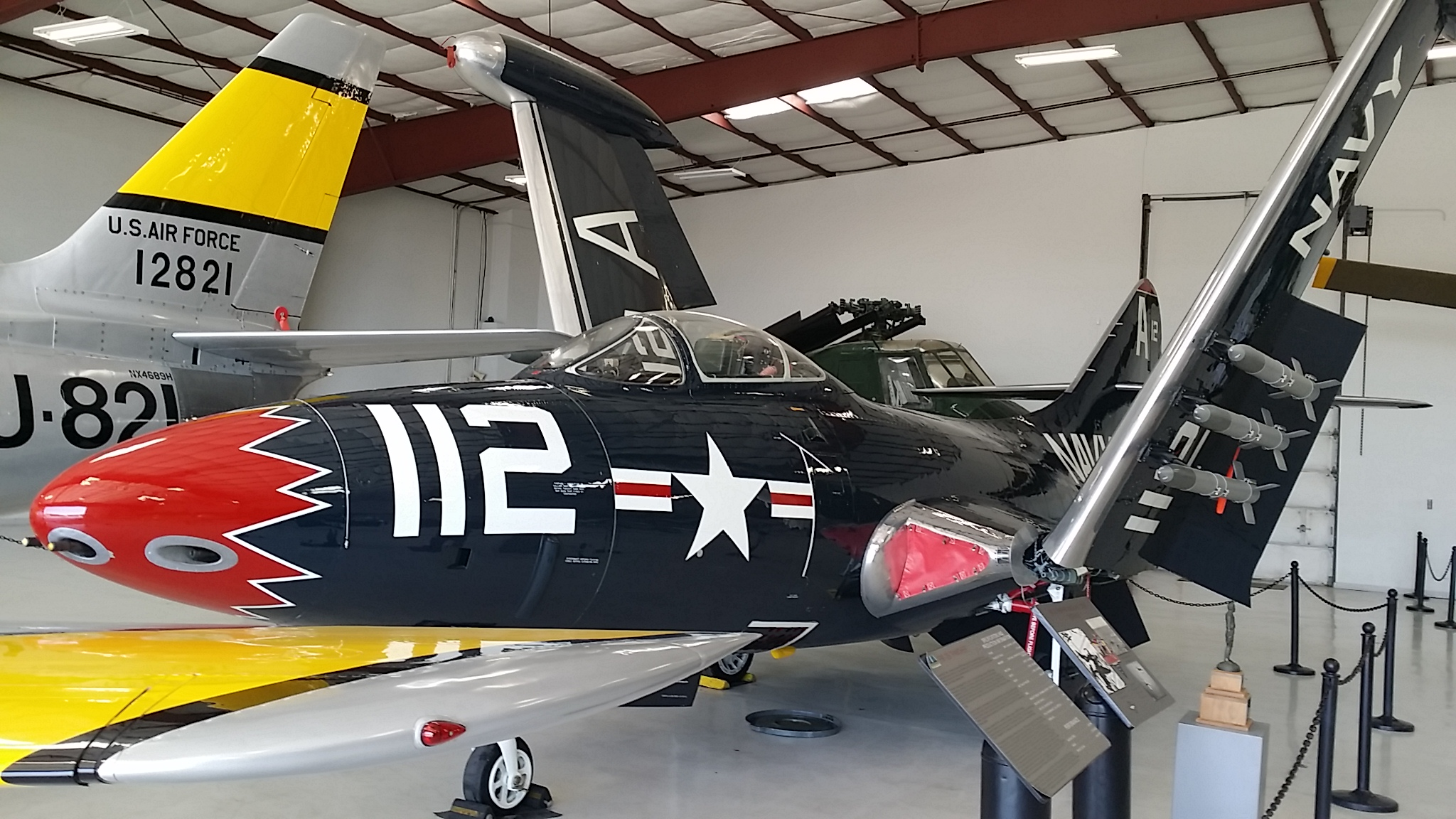
캐버노 항공 박물관의 F9F-2B

- 123078 - 텍사스주 애디슨의 캐버노 항공 박물관.[42][43] 2024년 1월 1일 박물관이 무기한 폐쇄되면서 일반 공개가 중단되었다. 텍사스주 데니슨의 노스 텍사스 리저널 공항으로 운송될 예정이다.[44]

전시 중
F9F-2
- 123050 - 플로리다주 펜서콜라 해군 항공 기지의 국립 해군 항공 박물관.[45]
- 123557 - 제인즈빌 (위스콘신주)의 VFW 포스트 1621.[46]
- 123612 - 버지니아주 오세아나 해군 항공 기지의 NAS 오세아나 항공 공원.[47]
- 123652 - 캘리포니아주 미라마 해병대 항공 기지의 플라잉 레더넥 항공 박물관.[48]
- 125183 - 애리조나주 투손의 데이비스-몬탄 공군 기지 옆 피마 항공 우주 박물관.[49]
- 127120 - 펜실베이니아주 호샴의 옛 NAS JRB 윌로우 그로브에 있는 자유의 날개 항공 박물관.[50]

F9F-2B
- 123526 - 버지니아주 트라이앵글의 콴티코 해병대 기지 옆 국립 해병대 박물관.[51]

F9F-4
- 125180 - 캘리포니아주 코스타메사의 라이온스 파크.[52]

F9F-5
- 국방 번호 불명 (141136으로 잘못 표기됨) - 캘리포니아주 샌디에이고의 USS 미드웨이 박물관[53]
- 125295 - 플로리다주 타이터스빌 (플로리다주)의 스페이스 코스트 리저널 공항에 있는 발리언트 에어 커맨드 워버드 박물관.[54]
- 125992 - 켄터키주 볼링 그린의 항공 유산 공원.[55]
- 126226 - 캔자스주 토피카의 토피카 리저널 공항 / 포브스 필드 (구 포브스 공군 기지) 옆 포브스 공군 방위군 기지에 있는 컴뱃 에어 박물관.[56]
- 126275 - 앨라배마주 모빌 (앨라배마주)의 전함 기념 공원.[57]

F9F-5P
- 125316 - 캘리포니아주 팜스프링스의 팜스프링스 항공 박물관.[58][59]
- 126277 - 캘리포니아주 치노 (캘리포니아주)의 플레인스 오브 페임 항공 박물관.[60]

복원 중 또는 보관 중
F9F-2
- 123054 - 캘리포니아주 치노 (캘리포니아주)의 양크스 항공 박물관에서 복원 중.[61]
- 123092 - 로드아일랜드주 노스 킹스턴의 USS 존 F. 케네디 박물관에 복원을 위해 보관 중.[62]
- 123420 - 플로리다주 폴크 시티의 판타지 오브 플라이트에 보관 중.[63]

F9F-5
- 125467 - 텍사스주 불베르데의 개인 소유주가 보관 중.[64]

## 제원 (F9F-5 팬서)

F9F-5 선도

Data from United States Navy Aircraft since 1911
일반적인 특징
- Crew: 1
- Length: 38 ft 10 in (11.84 m)
- Wingspan: 38 ft 0 in (11.58 m)
- Height: 12 ft 3 in (3.73 m)
- Wing area: 250 ft2 (23 m2)
- Empty weight: 10,147 lb (4,603 kg)
- Gross weight: 18,721 lb (8,492 kg)
- Powerplant: 1 × 프랫 & 휘트니 J48-P-6A 터보제트, 6,250 lbf (27.8 kN) thrust

성능
- Maximum speed: 503 kn; 932 km/h (579 mph) 5,000 ft (1,500 m)에서
- Cruise speed: 418 kn; 774 km/h (481 mph)
- Service ceiling: 42,800 ft (13,000 m)
- 상승률: 5,090 ft/min (25.9 m/s)

무장

- Guns: 4 × 20 mm (0.79 in) AN/M3 기관포, 총 760발[66]
- Hardpoints: 8 with a capacity of 3,465 lb (1,572 kg)[67],

## 같이 보기
- F-9 쿠거